# Tour de France de 1928
O Tour de France 1928, foi a vigésima segunda versão da competição realizada entre os dias 17 de junho e 15 de julho de 1928.
Foi percorrida a distância de 5.375 km, sendo a prova dividida em 22 etapas. O vencedor alcançou uma velocidade média de 27,87 km/h.
Participaram desta competição 162 ciclistas, chegaram em Paris 41 ciclistas.
O vencedor da prova Nicolas Frantz ciclista de Luxemburgo, vestiu a camisa amarela em todas as etapas da prova.

## Resultados

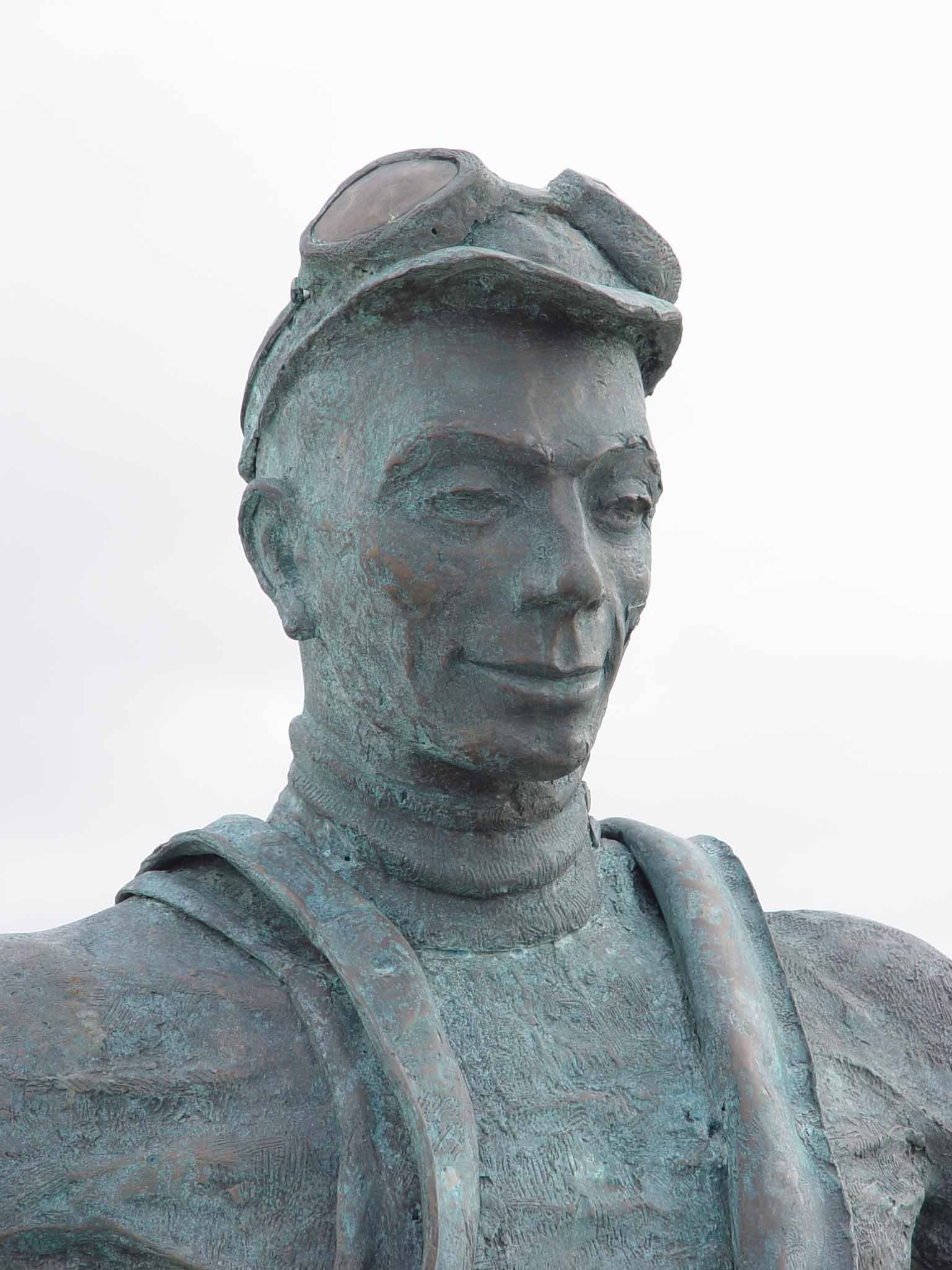
Nicolas Frantz
ciclista luxemburguês (1899-1985).

### Classificação geral
| Posição | Nome             | País       | Tempo velocidade média     |
| ------- | ---------------- | ---------- | -------------------------- |
| 1       | Nicolas Frantz   | Luxemburgo | 192h 48' 58" (27,876 km/h) |
| 2       | André Leducq     | França     | 50' 07"                    |
| 3       | Maurice De Waele | Bélgica    | 56' 16"                    |
| 4       | Jan Mertens      | Bélgica    | 1h 19' 18"                 |
| 5       | Julien Vervaecke | Bélgica    | 1h 53' 32"                 |
| 6       | Antonin Magne    | França     | 2h 14' 02"                 |
| 7       | Victor Fontan    | França     | 5h 07' 47"                 |
| 8       | Marcel Bidot     | França     | 5h 18' 28"                 |
| 9       | Marcel Huot      | França     | 5h 37' 33"                 |
| 10      | Pierre Magne     | França     | 5h 41' 20"                 |

### Etapas
| Etapa | Percurso                        | km  | Vencedor da etapa | Líder classificação geral |
| 1ª    | Paris - Caen                    | 207 | Nicolas Frantz    | Nicolas Frantz            |
| 2ª    | Caen - Cherburgo                | 140 | André Leducq      | Nicolas Frantz            |
| 3ª    | Cherburgo - Dinan               | 199 | Gaston Rebry      | Nicolas Frantz            |
| 4ª    | Dinan - Brest                   | 206 | Pé Verhaegen      | Nicolas Frantz            |
| 5ª    | Brest - Vannes                  | 199 | Marcel Bidot      | Nicolas Frantz            |
| 6ª    | Vannes - Les Sables d'Olonne    | 204 | Nicolas Frantz    | Nicolas Frantz            |
| 7ª    | Les Sables d'Olonne - Bourdeaux | 285 | Victor Fontan     | Nicolas Frantz            |
| 8ª    | Bourdeaux - Hendaya             | 225 | Maurice De Waele  | Nicolas Frantz            |
| 9ª    | Hendaya - Luchon                | 387 | Victor Fontan     | Nicolas Frantz            |
| 10ª   | Luchon - Perpinhã               | 323 | André Leducq      | Nicolas Frantz            |
| 11ª   | Perpinhã - Marselha             | 363 | André Leducq      | Nicolas Frantz            |
| 12ª   | Marselha - Nice                 | 330 | Nicolas Frantz    | Nicolas Frantz            |
| 13ª   | Nice - Grenoble                 | 333 | Antonin Magne     | Nicolas Frantz            |
| 14ª   | Grenoble - Évian-les-Bains ‎     | 329 | Julien Moineau    | Nicolas Frantz            |
| 15ª   | Évian-les-Bains - Pontarlier    | 213 | Pierre Magne      | Nicolas Frantz            |
| 16ª   | Pontarlier - Belfort            | 119 | André Leducq      | Nicolas Frantz            |
| 17ª   | Belfort - Estrasburgo           | 145 | Joseph Mauclair   | Nicolas Frantz            |
| 18ª   | Estrasburgo - Metz              | 165 | Nicolas Frantz    | Nicolas Frantz            |
| 19ª   | Metz - Charleville              | 159 | Marcel Huot       | Nicolas Frantz            |
| 20ª   | Charleville - Malo-les-Bains    | 271 | Maurice De Waele  | Nicolas Frantz            |
| 21ª   | Malo-les-Bains - Dieppe         | 234 | Antonin Magne     | Nicolas Frantz            |
| 22ª   | Dieppe - Paris                  | 331 | Nicolas Frantz    | Nicolas Frantz            |

CR = Contra-relógio individual
CRE = Contra-relógio por equipes